# 1982 en Malaisie
Cet article présente les faits marquants de l'année 1982 en Malaisie.

## Gouvernement
- Premier ministre : Mahathir Mohamad

## Évènements
- 1 janvier : Le fuseau horaire de la Malaisie péninsulaire et de Singapour est passé à GMT+08:00, et il n'a pas changé depuis.
- 2 janvier : Le système métrique de poids et mesures a été introduit pour remplacer les systèmes impériaux britanniques.
- 10 janvier : Le ministre des Affaires étrangères, Ghazali Shafie, a survécu à un accident d'avion[1].
- 1 février : Inauguration officielle de Bandar Tun Razak (anciennement Kampung Konggo) par le Premier ministre Mahathir Mohamad à l'occasion du 10e anniversaire du Territoire fédéral de Kuala Lumpur.
- Avril: Les élections générales malaisiennes de 1982. Le député de Tampin, Negeri Sembilan, Mohd Taha Talib, a été retrouvé assassiné. Le ministre de la Culture, de la Jeunesse et des Sports, Mokhtar Hashim, a été arrêté puis condamné en relation avec ce meurtre.
- 29 avril: McDonald's Malaisie a ouvert son premier restaurant à Jalan Bukit Bintang, à Kuala Lumpur[2].

## Naissances en 1982
- 18 juin : Chin Eei Hui, joueuse de badminton
- 21 octobre : Lee Chong Wei, joueur de badminton
- 24 octobre : Fairuz Fauzy, pilote automobile